# Театр Соліс
Театр Соліс — театр у Монтевідео. Один із найкращих театрів Уруґваю.
Побудований за проєктом італійського архітектора Карло Дзуккі (Carlo Zucchi) в неокласичному стилі та офіційно відкритий 25 серпня 1856 року. Бічні крила будівлі завершено в 1874 р. під керівництвом французького архітектора Віктора Рабю.